# Sam Olij
Simon Paulus (Sam) Olij (Amsterdam, 5 oktober 1900 – Amsterdam, 4 augustus 1975) was een Nederlands amateurbokser uit Landsmeer. Hij nam eenmaal deel aan de Olympische Spelen, maar won bij die gelegenheid geen medaille. Olij was in de oorlog een beruchte politieman en Jodenjager.

## Sport, oorlog en daarna
In 1928, toen Amsterdam gastheer was van de Olympische Spelen, verloor hij in de kwartfinales van het zwaargewicht (tot 91 kilogram) van een tegenstander uit Argentinië. Olij maakte deel uit van een zeskoppige selectie, onder wie Ben Bril, Bep van Klaveren en Karel Miljon, die onder leiding stond van trainer Theo Huizenaar. Tijdens de openingsceremonie van de Olympische Spelen mocht hij als vlaggendrager de Nederlandse vlag binnendragen.
Sam Olij was in de Tweede Wereldoorlog een beruchte politieman en Jodenjager. Citaat uit het boek Landverraad van Koos Groen: ”... Het arresteren van dertig blinde joden voor de arbeidsinzet in Polen was er vooral debet aan dat hij ter dood veroordeeld werd. In tweede instantie werd de straf verlaagd tot vijftien jaar. Hij ontsnapte”. Net als zijn zoon Jan Olij, die als SS-vrijwilliger aan het Oostfront actief was, gewond terugkeerde en vervolgens werkte bij de Grüne Polizei. Jan Olij was onder andere verantwoordelijk voor het oppakken van Ben Bril, waarna deze door zijn voormalige sportgenoot Sam Olij werd bewaakt met de woorden 'plicht is plicht' om vervolgens met zijn gezin te worden afgevoerd naar het concentratiekamp Vught. Deze gebeurtenis wordt door sporthistoricus Jurryt van de Vooren 'de ergste vorm van verraad ooit in Nederland' genoemd.
Na de oorlog werd in eerste instantie de doodstraf geëist voor het oppakken en mishandelen van Joden en andere arrestanten. Deze straf werd omgezet in levenslang, maar in hoger beroep werd de straf herzien. Na een psychiatrisch onderzoek werd Olij zeer verminderd toerekeningsvatbaar geacht. Zijn straf werd uiteindelijk omgezet in negen jaar. Vanuit het huis van bewaring aan de Amstelveenscheweg stuurde hij brieven naar familie en kennissen waarin hij zichzelf als "licht geval" omschreef.    In juni 1954 kwam hij weer vrij. Enkele weken later kwamen Bril en zijn zoon Olij tegen tijdens een zeiltocht op de Loosdrechtse Plassen, maar tot een confrontatie kwam het niet.
Olij overleed in 1975 op 74-jarige leeftijd in Amsterdam.